# 1+1 (televizní stanice)

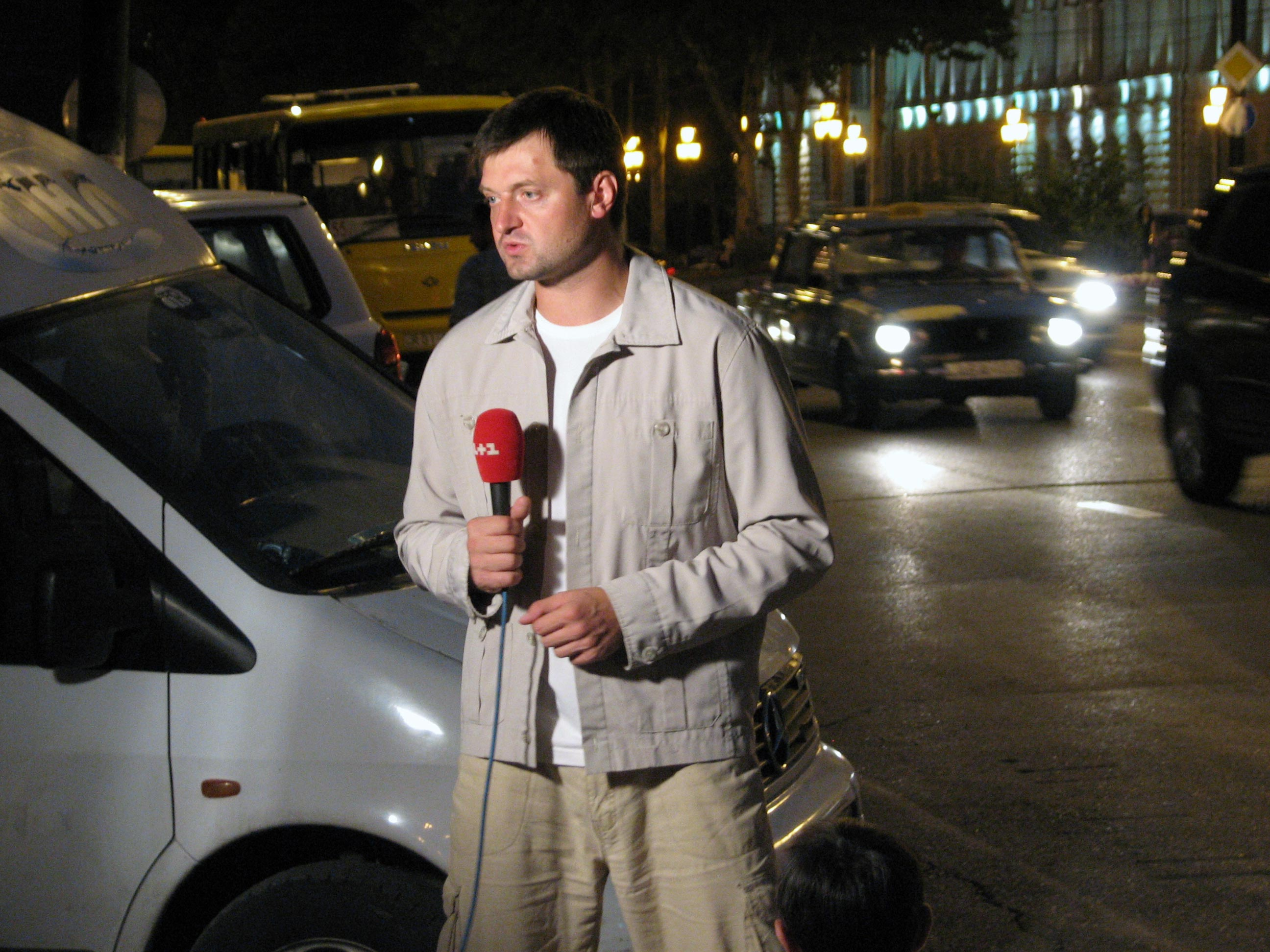
Reportér z televize 1+1 vysílá živě před parlamentem v Tbilisi během rusko-gruzínské války v roce 2008

1+1 (ukrajinsky: один плюс один, přepis: odyn pljus odyn) je ukrajinská televizní stanice, vlastněná skupinou Studija 1+1. Má druhé největší pokrytí televizním signálem na Ukrajině, konkrétně 95 % území.
Od 17. ledna 2017 vysílá ve formátu 16:9 a 19. září 2019 začala vysílat ve vysokém rozlišení (HD).
Od 11. dubna 2022 vysílala její mezinárodní verze 1+1 International i v Česku v multiplexu 23. Její vysílání bylo určeno především Ukrajincům, kteří prchali ze své země kvůli ruské invazi na Ukrajině a mohli ve svém rodném jazyce získat informace o tom, co se v jejich rodné zemi děje. Kromě toho byl kanál 1+1 nabízen online na webu Tn.cz v sekci TN LIVE.

## Historie
Televizní stanice 1+1 byla založena v srpnu 1995 v čele s jeho původním prezidentem Alexandrem Rodnjanským, který byl také její generálním ředitelem v letech 1996 až 2002.
Televize 1+1 se stala hybnou silou ukrajinské televizní tvorby, i když na samém počátku se její program skládal pouze z vysílání filmů. Její první vysílání bylo do dvou měsíců od jejího založení, v září 1995, a v roce 1997 začala nepřetržitě vysílat na tehdejším druhém kanálu ukrajinské národní televize UT-2. 30. červnem 2004 začala vysílat 24 hodin denně a televize UT-2 zanikla.

## Program
Stanice 1+1, stejně jako řada dalších ukrajinských stanic, aktuálně vysílá ve válečném stavu Informační maraton, ve kterém informuje diváky o průběhu války na Ukrajině. Do té doby vysílala pořady jako zpravodajské TSN, Snídaně s 1+1, The Voice of Ukraine, Výměna manželek, Tanec s hvězdami nebo Večerní čtvrť. Názvy některých pořadů jsou podobné pořadům TV Nova.